# Erzbistum Manaus
Das Erzbistum Manaus (lateinisch Archidioecesis Manaënsis, portugiesisch Arquidiocese de Manaus) ist eine in Brasilien gelegene römisch-katholische Erzdiözese mit Sitz in Manaus im Bundesstaat Amazonas. Sie wurde 1892 als Bistum Amazonas begründet, 1952 zum Erzbistum erhoben und in Erzbistum Manaus umbenannt.

## Geschichte
Das Erzbistum Manaus wurde am 27. April 1892 durch Papst Leo XIII. mit der Apostolischen Konstitution Ad universas orbis aus Gebietsabtretungen des Bistums Belém do Pará als Bistum Amazonas errichtet. Das Bistum Amazonas wurde dem Erzbistum São Salvador da Bahia als Suffraganbistum unterstellt. Am 1. Mai 1906 wurde das Bistum Amazonas dem Erzbistum Belém do Pará als Suffraganbistum unterstellt. Das Bistum Amazonas gab am 15. August 1907 Teile seines Territoriums zur Gründung der Territorialabtei Nossa Senhora do Monserrate do Rio de Janeiro ab. Am 23. Mai 1910 gab das Bistum Amazonas Teile seines Territoriums zur Gründung der Apostolischen Präfekturen Alto Solimões und Tefé ab. Weitere Gebietsabtretungen erfolgten am 15. Dezember 1915 zur Gründung des Bistums Caratinga und am 4. Oktober 1919 zur Gründung der Territorialprälatur Acre e Purus. Das Bistum Amazonas gab am 1. Mai 1925 Teile seines Territoriums zur Gründung der Territorialprälaturen Porto Velho und Lábrea ab.
Am 16. Februar 1952 wurde das Bistum Amazonas durch Papst Pius XII. mit der Apostolischen Konstitution Ob illud zum Erzbistum erhoben und in Erzbistum Manaus umbenannt. Das Erzbistum Manaus gab am 12. Juli 1955 Teile seines Territoriums zur Gründung der Territorialprälatur Parintins ab. Eine weitere Gebietsabtretung erfolgte am 26. Juni 1961 zur Gründung der Territorialprälatur Humaitá. Am 13. Juli 1963 gab das Erzbistum Manaus Teile seines Territoriums zur Gründung der Territorialprälaturen Borba (ab 2022 Bistum Borba), Coari (ab 2013 Bistum Coari) und Itacoatiara ab.

## Ordinarien

### Bischöfe von Amazonas
- José Lourenço da Costa Aguiar, 1894–1905
- Frederico Benício de Souza e Costa, 1907–1914
- João Irineu Joffily, 1916–1924, dann Erzbischof von Belém do Pará
- José Maria Parreira Lara, 1924, dann Bischof von Santos
- Basilio Manuel Olimpo Pereira OFM, 1925–1941
- João da Matha de Andrade e Amaral, 1941–1948, dann Bischof von Niterói
- Alberto Gaudêncio Ramos, 1948–1952

### Erzbischöfe von Manaus
- Alberto Gaudêncio Ramos, 1948–1957, dann Erzbischof von Belém do Pará
- João de Souza Lima, 1958–1980
- Milton Corrêa Pereira, 1981–1984
- Clóvis Frainer OFMCap, 1985–1991, dann Erzbischof von Juiz de Fora
- Luiz Soares Vieira, 1991–2012
- Sérgio Eduardo Castriani CSSp, 2012–2019
- Leonardo Ulrich Kardinal Steiner OFM, seit 2019